# Brezova Reber pri Dvoru
Brezova Reber pri Dvoru (Duits: Birkenleiten) is een plaats in Slovenië en maakt deel uit van de gemeente Žužemberk in de NUTS-3-regio Jugovzhodna Slovenija. De plaats telde 53 inwoners op 1 januari 2020.